# Baixa Baviera
Baixa Baviera (em alemão Niederbayern) é uma região administrativa (Regierungsbezirke) da Baviera, a sua capital é a cidade de Landshut.

## Subdivisões administrativas
A região de Niederbayern está dividida em nove distritos (Kreise) e três cidades independentes (Kreisfreie Städte), que não pertencem a nenhum distrito.
- Kreise (distritos):

1. Deggendorf
2. Dingolfing-Landau
3. Freyung-Grafenau
4. Kelheim
5. Landshut
6. Passau
7. Regen
8. Rottal-Inn
9. Straubing-Bogen

- Kreisfreie Städte (cidades independentes):

1. Landshut
2. Passau
3. Straubing